# Mala bela čaplja
Mala bela čaplja (znanstveno ime Egretta garzetta) je drobna bela čaplja. Sorodna je zelo podobni snežni beli čaplji iz Novega sveta.

## Podvrste
Priznani sta dve podvrsti male bele čaplje:
- E. g. garzetta (Linnaeus, 1766) tipska podvrsta je razširjena v Evropi, Afriki in Aziji.
- E. g. nigripes (Temminck, 1840) gnezdi v Indoneziji in Avstraliji.

Avstralske bele čaplje včasih uvrščajo v ločeno podvrsto E. g. immaculata.
Tri druge taksone so  v preteklosti obravnavali kot podvrste male bele čaplje, vendar danes veljajo za dve ločeni vrsti. Zahodna obalna čaplja, Egretta (garzetta) gularis, se pojavlja na obalah Zahodne Afrike (Egretta gularis gularis) in od Rdečega morja do indije (Egretta gularis schistacea). Dimorfno čapljo (Egretta dimorpha), najdemo v Vzhodni Afriki, na Madagaskarju, na Komorih in na Aldabraških otokih.

## Opis
Odrasla mala bela čaplja je dolga od 55-65 cm, krila imajo v razponu 88-106 cm. Tehta od 350 do 550 gramov. Njeno perje je popolnoma belo. Ima dolge črne noge z rumenimi stopali in vitek črn kljun.  Med kljunom in očmi je zaplata sivozelene kože. V obdobju gnezdenja ima odrasla žival dve dolgi vratni peresi in tanka peresa na hrbtu in prsih. Gola koža med kljunom in očmi se obarva rdeče alio modro. Mladiči so podobni odraslim živalim, ki ne gnezdijo, imajo pa okornejše noge in stopala. Podvrsta nigripes se od podvrste garzetta razlikuje po rumeni koži med kljunom in očmi ter črnikastih stopalih.
Male bele čaplje so v glavnem neme, v gnezditvenih kolonijah pa proizvajajo različne kvakajoče in žuboreče klice ter, kadar jih kaj prestraši, oster alarm.

## Razširjenost in habitat
Prvotno gnezditveno območje so bile velika celinska in obalna mokrišča v zmerno toplih delih  Evrope, Azije, Afrike in Avstralije.
V toplejših krajih so male bele čaplje večinoma stalnice. Severnejše populacije, tudi številne evropske, pa se pozimi selijo v Afriko in južno Azijo. Po končanem gnezdenju lahko zaidejo tudi na sever, kar naj bi bil razlog za veliko razširjenost male bele čaplje.
V Sloveniji se mala bela čaplja pojavlja v Sečoveljskih solinah, čeprav v njih ne gnezdi.